# Estación Terminal de Ómnibus de Neuquén
La Estación Terminal de Ómnibus de Neuquén (ETON) es parte de la infraestructura urbana de la ciudad de Neuquén, capital de la provincia del Neuquén en la República Argentina. 
El edificio en el que funciona actualmente fue inaugurado en el año 2005 en el barrio Canal V, adyacente a la ruta nacional 22. Está ubicado en una parcela de 5,5 ha rodeada por las calles Teodoro Planas (calle colectora de la ruta nacional), Solalique (que la conecta con el norte y el sur de la ciudad), 12 de septiembre y una calle sin nombre utilizada por los ómnibus. Los ingresos peatonales están en Planas 3370 y 12 de septiembre 3300. El ingreso de vehículos particulares y taxis es por Solalique 300.
El edificio tiene una superficie cubierta de 7400 m²  y semicubierta de 6000 m². Posee 44 plataformas. 
Tiene conexiones con prácticamente la totalidad del territorio argentino y muchos destinos en el exterior, principalmente en la República de Chile. Es receptora de muchas de las líneas del servicio interurbano regional, uniendo esta ciudad con las vecinas Cipolletti, Plottier, Centenario, General Roca, Allen, Villa Regina y Senillosa.

## Empresas operadoras en la ETON
- Albus (Vía Bariloche)
- Andesmar
- Campana Dos
- Cata Internacional
- Cono Sur
- Cooperativa de Trabajo El Petróleo
- Costera Criolla (Flecha Bus)
- Crucero del Norte
- Del Sur y Media Agua
- Don Otto (Vía Bariloche)
- DumasCat (Grupo Plaza)
- El Rápido Argentino (Grupo Plaza)
- El Rápido Internacional (Andesmar)
- El Valle (Vía Bariloche)
- Expreso Colonia (Campana Dos) Archivado el 26 de diciembre de 2012 en Wayback Machine.
- Expreso Que Bus (Vía Bariloche)
- Flecha Bus
- Igi Llaima
- Ko-Ko (Vía Bariloche)
- Nar Bus (Igi Llaima)
- Nueva Chevallier (Flecha Bus)
- Pehuenche
- Petrobus (Andesmar)
- Grupo Plaza
- T.U.S. SRL (Flecha Bus-Grupo Plaza)
- Tramat (Andesmar)
- Transporte Rincón
- Turismo Parque bajo el nombre de Crucero del Sur (Crucero del Norte)
- Vía Bariloche
- Vía Tac (Vía Bariloche)